# Джим Браун
Джеймс Натаніель Браун (англ. James Nathaniel "Jim" Brown; 17 лютого 1936, Сент-Саймонс, Джорджія — 18 травня 2023, Лос-Анджелес, Каліфорнія) — гравець в американський футбол і актор. За свою дев'ятирічну професійну кар'єру в Національній футбольній лізі за «Клівленд Браунс» він встановив безліч рекордів. У 2002 році журнал Sporting News назвав його найбільшим професійним футболістом в історії . Його також часто називають найбільшим професійним спортсменом в історії США .

## Ранні роки
Джеймс Натаніель Браун народився в сім'ї домогосподарки Терези і професійного боксера Свінтона Брауна. Навчаючись у старшій школі Манхассет, Браун отримав пропозиції спортивної стипендії від 13 університетів, які пропонували йому виступати в футбольних, баскетбольних, бейсбольних, лакросових командах, а також у легкій атлетиці. У школі він встановив рекорд Лонг-Айленда за результативністю в одному матчі, набравши за баскетбольну команду 38 очок. Цей рекорд пізніше був побитий майбутньою зіркою «Бостон Ред Сокс» Карлом Ястржемський.